# آبکره

جابجایی آب در رو، اطراف و میانهٔ زمین، چرخهٔ آب نام دارد. این چرخه فرایندی کلیدی برای آب‌کره است.

آب‌سپهر، آب‌کُره یا هیدروسفر (به انگلیسی: Hydrosphere) در جغرافیای فیزیکی بیانگر مجموعهٔ آب موجود در زیر، رو و فضای یک سیاره است.
جرم آب‌کرهٔ زمین ۱٫۴ × ۱۰۱۸ تن است که ۰٫۰۲۳٪ از جرم کل زمین را در بر می‌گیرد. نزدیک به ۲۰ × ۱۰۱۲ تن از این آب‌کره در جو زمین پراکنده شده است (حجم هر تن آب تقریباً یک مترمکعب است). اقیانوسها نزدیک به ۷۵٪ از سطح زمین برابر با ۳۶۱ میلیون کیلومتر مربع (۱۳۹٫۵ میلیون مایل مربع) را پوشانده‌اند. به ازای هر کیلوگرم آب دریا، ۳۵ گرم نمک در آن حل شده است (۳٫۵٪).
هیدروسفر شامل اقیانوس‌ها و دریاها، دریاچه‌ها، رودها و بقیه آب‌های سطحی، آب‌های زیرزمینی، یخچال‌ها و نزولات جوی است.

## ریشه‌شناسی
واژهٔ هیدروسفر hydrosphere در انگلیسی از واژه‌های یونانی ὕδωρ - hydor به معنی آب و σφαῖρα - sphaira به معنی کره گرفته شده است.

## اثرات انسان
فعالیت‌های انسان‌های امروزی تأثیرات شدیدی بر هیدروسفر دارد. به عنوان مثال، منحرف‌کردن آب، توسعه انسانی و آلودگی، همگی بر هیدروسفر و فرآیندهای طبیعی درون آن تأثیر می‌گذارند. انسان‌ها با سرعت بی‌سابقه‌ای آب را از سفره‌های زیرزمینی خارج کرده و رودخانه‌ها را با نرخ بی‌سابقه‌ای منحرف می‌کنند. در ایالات‌متحده آمریکا برای کشاورزی از مخزن آب سطحی اوگالا استفاده می‌شود، بطوری‌که اگر این مخزن خشک شود، بیش از ۲۰ میلیارد دلار غذا و فیبر از بازارهای جهان ناپدید خواهد شد. از آنجا که این مخزن آب، خیلی سریعتر از اینکه دوباره پر شود تخلیه می‌گردد، در نهایت خشک می‌شود. علاوه براین، به دلیل استفاده گسترده از سدها، خاکریزها، نیروگاه‌های آبی و تخریب زیستگاه، تنها یک سوم رودخانه‌ها جریان طبیعی و آزاد دارند.